# Чирьев, Сергей Иванович
Сергей Иванович Чирьев (1850, Витебск — 1915, Киев) — русский физиолог, доктор медицины, профессор киевского университета Св. Владимира.

## Биография
Сын витебского купца второй гильдии родился 8 (20) февраля 1850 года.
В 1860 году поступил во 2-й класс Витебской гимназии, окончив гимназический курс в 1867 году. В том же году с золотой медалью окончил землемерно-таксаторские классы и поступил на физико-математический факультет Московского университета, однако со 2-го курса перешёл в Санкт-Петербургский университет на то же отделение. В 1869 году за участие в Петербургском студенческом движении был арестован, заключён в Петропавловскую крепость и по распоряжению шефа жандармов выслан 26 марта 1869 года на родину, в Витебск. В мае 1870 года он получил разрешение возвратиться в Петербург для окончания образования и в 1871 году окончил курс наук со степенью кандидата; был избран консерватором физиологического кабинета. В 1872 году оставлен при кафедре физиологии физико-математического факультета на два года для приготовления к профессорскому званию. В том же году он поступил на третий курс медико-хирургической академии, где одновременно он исполнял обязанности ассистента при кафедре физиологии. В 1875 году окончил курс медико-хирургической академии и был зачислен на военно-медицинскую службу.
После защиты диссертации «Зависимость сердечного ритма от колебаний внутрисосудистого давления» («Военно-медицинский журнал», 1876) Чирьев был удостоен степени доктора медицины и в том же году был определён младшим врачом в Динабургский крепостной батальон. Однако, с 1876 по 1879 год находился в заграничной командировке, работая в лучших физиологических лабораториях и посещая клиники нервных болезней Германии, Франции, Англии и Австрии. По возвращении в 1880 году он был назначен клиническим профессором при Николаевском военном госпитале в Санкт-Петербурге. В следующем году получил звание приват-доцента по кафедре зоологии, сравнительной анатомии и физиологии животных физико-математического факультета Санкт-Петербургского университета.
В 1884 году был назначен ординарным профессором по кафедре физиологии здорового человека медицинского факультета Киевского университета, которой заведовал до 1904 года. С 1906 года — заслуженный профессор.
Скончался в Киеве в 1915 году.

## Труды
- Зависимость сердечного ритма от колебаний внутрисосудистого давления крови : Дис. на степ. д-ра мед. лекаря Сергея Чирьева Санкт-Петербург : тип. Я. Трея, 1876
- О координации движений животных / [Соч.] Д-ра С. Чирьева Санкт-Петербург : О.А. Гримм, 1880
- Способ г. Тарханова для "определения массы крови на живом человеке" и несколько слов по этому поводу : Прил. к "Физической статике крови" автора / [Соч.] С.И. Чирьева Санкт-Петербург : Синод. тип., 1881
- Физическая статика крови / [Соч.] С.И. Чирьева Санкт-Петербург : Гл. воен.-мед. упр., 1881
- Курс физиологии Киев : тип. П. Барского, 1885
- Введение в курс физиологии человека : Лекция проф. С.И. Чирьева, чит. 22 янв. 1885 г. Киев : Унив. тип. (И.И. Завадского), 1885
- О физиологических основах так называемого отгадывания мыслей : Публ. лекция, чит. 1 дек. 1885 г. / [Соч.] Проф. С.И. Чирьева Киев : Унив. тип., 1886
- Физиология человека : Конспект лекций, чит. в Ун-те св. Владимира орд. проф. С.И. Чирьевым : 1887/8 учеб. г. Киев : тип. Е.Т. Керер, 1888
- Гиппократ : Речь, произнес. 4 окт. 1888 г., при открытии новой физиол. аудитории / [Соч.] С.И. Чирьева Киев : Унив. тип. (В.И. Завадзкого), 1888
- Бой быков в Мадриде / [Соч.] Проф. С.И. Чирьева Киев : типо-лит. т-ва И.Н. Кушнерев и К°, Киев. отд-ние, 1895
- Курс лекций по физиологии : Применит. к программе полукурс. испытания на Мед. фак. и Отд-нии естеств. наук Физ.-мат. фак. Киев : изд. студентов, 1897
- Электродвигательные свойства мышц и нервов : (Долож. в заседании Физ.-мат. отд-ния 12 сент. 1900 г.) / [Соч.] С.И. Чирьева; Из Физиол. лаб. Ун-та св. Владимира [Санкт-Петербург] : тип. Имп. Акад. наук, [1901]
- Общая мышечная и нервная физиология / [Соч.] С. Чирьева; Из Физиол. лаб. Ун-та св. Владимира. 1-[2] [Санкт-Петербург] : тип. Имп. Акад. наук, [1902]
- Проект реформы высшего образования; Проект реформы среднего образования; Проект положения о студенческих корпорациях при русских институтах; Кое-что об университетской автономии / [Сергей Чирьев] Киев : тип. Ун-та св. Владимира, ценз. 1903
- Электродвигательные свойства мозга и сердца / [Соч.] С.И. Чирьева; Из Физиол. лаб. Ун-та св. Владимира [Киев] : тип. Имп. Ун-та св. Владимира, АО печ. и изд. дела Н.Т. Корчак-Новицкого, [1904]
- Анатомический субстрат души : Предвар. сообщ. / [Соч.] С.И. Чирьева [Киев] : тип. Имп. Ун-та св. Владимира, АО печ. и изд. дела Н.Т. Корчак-Новицкого, [1906]
- Капиллярный электрометр Lippmann'а / [Соч.] С.И. Чирьева; (Физиол. лаб. Ун-та св. Владимира) [Киев] : тип. Имп. Ун-та св. Владимира, АО печ. и изд. дела Н.Т. Корчак-Новицкого, [1906]
- Проекты преобразования наших высших и средних школ / [Соч.] [Проф. С. Чирьева] Киев : тип. т-ва И.Н. Кушнерев и К°, 1906
- Анатомический субстрат души, resp. сознания / С.И. Чирьев; [Из Физиол. лаб. Ун-та св. Владимира] Киев : тип. Имп. Ун-та св. Владимира, АО печ. и изд. дела Н.Т. Корчак-Новицкого, 1907
- Электрические явления, наблюдаемые на мышечной и нервной тканях : [Сообщ. в заседании Физ.-мед. о-ва в Киеве 8 февр. 1907 г.] / С.И. Чирьев Киев : тип. Имп. Ун-та св. Владимира, АО печ. и изд. дела Н.Т. Корчак-Новицкого, 1907
- Наше преступление в отношении к среднему и высшему образованию / С.И. Чирьев, засл. проф. Рус. ун-та Киев : тип. Ун-та св. Владимира, 1910
- Электрические явления мышечной и нервной систем животного организма / С.И. Чирьев; (Из Физиол. лаб. Ун-та св. Владимира) Киев : тип. Имп. Ун-та св. Владимира, АО печ. и изд. дела Н.Т. Корчак-Новицкого, 1914
- Клинические заметки из Отделения нервных болезней при Киевском военном госпитале / [Соч.] Проф. С. Чирьева. [1-2]